# كلاوديو فاه
كلاوديو فاه (بالألمانية: Claudio Fäh) هو مخرج أفلام سويسري ولد بتاريخ 29 مارس 1975.

## أعماله
من أعماله فيلم هولو مان 2 ونورثمن: ملحمة الفايكينغ.

## وصلات خارجية
كلاوديو فاه على موقع IMDb (الإنجليزية)
- كلاوديو فاه على موقع ألو سيني (الفرنسية)
- كلاوديو فاه على موقع أول موفي (الإنجليزية)
- كلاوديو فاه على موقع قاعدة بيانات الأفلام السويدية (السويدية)
- كلاوديو فاه على موقع قاعدة بيانات الفيلم (الإنجليزية)
- كلاوديو فاه على موقع كينوبويسك (الروسية)